# 里奇蘭鎮區 (堪薩斯州福特縣)
里奇蘭鎮區（英語：Richland Township）為美國堪薩斯州福特縣轄下的鎮區。2010年美国人口普查中此鎮區人口有888人。

## 地理
里奇蘭鎮區涵蓋總面積為97.8平方（37.78平方英里），其中陸地面積為97.7平方（37.73平方英里），水域面積為0.13平方（0.05平方英里）或0.13%。海拔高度782（2,566英尺）。

## 人口統計
根據2010年美國人口普查，里奇蘭鎮區人口有888人，其中男性有464人，女性有424人，人口密度為每平方公里9.08人，住房計291戶。鎮區內的白人有699人，非裔美國人有5人，美洲原住民有10人，亞裔美國人有34人，太平洋島裔美國人有2人，其他種族有101人，混血種族則有37人。此外鎮區內有446人為西班牙裔或拉丁裔美國人。此鎮區之年齡中位數為32.3歲，而男性年齡中位數為32.1歲，女性年齡中位數為33.0歲。

## 交通

### 主要公路
- 56號美國國道
- 283號美國國道
- 400號美國國道